# Come Out and Play (Keep 'Em Separated)
«Come Out and Play» (en español: Ven a Jugar) es una canción del grupo estadounidense de punk rock The Offspring. Es la séptima canción de su tercer álbum Smash, lanzado en 1994, y fue lanzado como el primer sencillo de ese álbum. Escrita por el vocalista Dexter Holland, la canción fue el segundo sencillo publicado por la banda en toda su historia, después de I'll Be Waiting/Blackball, que fue publicado en 1986. Es considerada como la primera canción famosa de The Offspring, ya que se sonaba mucho en las radios, y además alcanzó el número uno en Billboard Hot Modern Rock Tracks. De esta manera, tanto a la banda como el género del punk pop, empezaron a llamar la atención generalizada.
"Come Out and Play" también aparece como la segunda canción en su álbum recopilatoro Greatest Hits, que fue lanzado en 2005.

## Listado de canciones

### Edición en CD y en vinilo de 10"
| N.º                  | Título                                 | Duración |  |
| 1.                   | «Come Out and Play»                    | 3:17     |  |
| 2.                   | «Session»                              | 2:33     |  |
| 3.                   | «Come Out and Play» (Acoustic Reprise) | 1:31     |  |
| Duración total: 7:21 |                                        |          |  |

### Edición en vinilo de 7"
| N.º                  | Título              | Duración |  |
| 1.                   | «Come Out and Play» | 3:17     |  |
| 2.                   | «Session»           | 2:33     |  |
| Duración total: 5:50 |                     |          |  |

## Videoclip
«Come Out and Play» fue la primera canción de The Offspring para la cual se creó un vídeo musical. El videoclip, que fue dirigido por Darren Lavett, fue grabado en mayo de 1994 y debutó en MTV en el verano de ese mismo año. El vídeo esta casi completamente en blanco y negro con algunos segmentos en tonos sepia, y muestra a la banda tocando la canción en el garaje de una casa con papel de aluminio que cubre las paredes. También hay imágenes de perros peleando por un juguete mientras una multitud observa, así como también una carrera de caballos, una pelea de espadas y algunos clips de varias serpientes y encantadores de serpientes, así como algunas escenas de esgrima. En el videoclip de esta canción, se puede notar que el exbaterista Ron Welty, tiene vendado su brazo, debido a que se lo había roto.

### Apariciones en DVD
El video musical también aparece en el DVD llamado "Complete Music Video Collection", que fue lanzado en 2005.

## Listas y certificaciones

### Posiciones en las listas
| Listas (1994-1995)                           | Posición |
| -------------------------------------------- | -------- |
| Australian ARIA Singles Chart                | N.º 8    |
| Canadian RPM Singles Chart                   | N.º 43   |
| Dutch Mega Top 100                           | N.º 32   |
| French SNEP Singles Chart                    | N.º 14   |
| Swedish Singles Chart                        | N.º 23   |
| EE. UU. Billboard Hot Mainstream Rock Tracks | N.º 10   |
| EE. UU. Billboard Hot Modern Rock Tracks     | N.º 1    |
| EE. UU. Billboard Top 40 Mainstream          | N.º 39   |

| Listas (1995)        | Posición |
| -------------------- | -------- |
| French Singles Chart | N.º 69   |

## En la cultura popular
- El luchador profesional Raven usó la canción como su música de entrada en el ECW.
- Richard Cheese realizó un cover de esta canción y la introdujo en su álbum Lounge Against the Machine, publicado en el 2000, y fue publicada nuevamente en el álbum del 2006, The Sunny Side Of The Moon:The Best Of Richard Cheese.
- La canción también es tocada con instrumentos de viento en la película Click.[5]
- Fueron hechas cuatro parodias de la canción. "Keep Her Penetrated" por Blowfly, "Come Out and Pray" por Apologetix, "Wrong Foot Amputated" de Bob Rivers (A menudo, erróneamente acreditado a "Weird Al" Yankovic), y "Laundry Day", escrita por "Weird Al" Yankovic para su gira "Bad Hair Day". La canción es oficialmente inédita, sin embargo, han surgido varias grabaciones de conciertos en vivo.
- La canción aparece en la serie de videojuegos Rock Band 2 y Rock Band Unplugged.[6][7]

La canción también aparece en la película Bubble Boy.

## Otras versiones
El grupo musical canadiense de gypsy jazz, The Lost Fingers, canta la canción de su álbum VS en 2020.

## Créditos
- Dexter Holland - Vocalista, guitarrista,
- Noodles - Guitarra, coros
- Greg K. - Bajo, coros
- Ron Welty - Batería